# Andy Khachaturian
Ontronik "Andy" Khachaturian (nascido em 4 de maio de 1975) é um músico, produtor e DJ americano de ascendência armênia. Ele é conhecido por ser o baterista original (1994–1997) da banda de metal System of a Down e fundador/vocalista principal (1999–2002) da banda de rock alternativo e progressivo The Apex Theory, além de ser membro de sua banda VoKee. Ele também foi o fundador/baterista/tecladista e vocalista de apoio da KillMatriarch (2010–2012) e atualmente está trabalhando em seu projeto solo, OnTronik.

## Histórico

### System of a Down
Khachaturian nasceu de pais armênios em Los Angeles, Califórnia. Ele conheceu Daron Malakian e Shavo Odadjian no ensino médio. Posteriormente, conheceu Serj Tankian quando decidiram, em 1994, formar a banda System of a Down. Juntos, gravaram uma demo intitulada "Untitled 1995 Demo" e "Demo Tape 1". Em 1996, gravaram "Demo Tape 2" e "Demo Tape 3" e, em 1997, gravaram "Demo Tape 4". Em 1997, após passar três anos com o System of a Down, Khachaturian teve que deixar a banda devido a uma lesão causada enquanto praticava Jeet Kune Do, após socar um buraco na parede e quebrar todos os ossos da mão. Ele foi substituído por John Dolmayan, o atual baterista do System of a Down.

### The Apex Theory, VoKee, KillMatriarch, and DJ Stage:
Em 1998, Khachaturian, junto com Art Karamian, David Hakopyan e Sammy J. Watson, decidiu formar a banda The Apex Theory, lançando dois álbuns e um EP. Em 2002, ele deixou a banda devido a diferenças musicais. Após sair do The Apex Theory, Khachaturian formou uma banda de rock em 2004 com um grupo de amigos, chamada VoKee. Em 2010, co-fundou o trio de rock industrial KillMatriarch e produziu o primeiro EP intitulado "Order Through Chaos". Em 2012, a banda se desfez e atualmente, Khachaturian está trabalhando em Los Angeles em seu projeto solo, OnTronik.

## Bandas
| Banda            | Instrumento                          | Data de início | Data de Término |
| ---------------- | ------------------------------------ | -------------- | --------------- |
| System of a Down | Bateria                              | 1994           | 1997            |
| The Apex Theory  | Fundador/Vocalista                   | 1999           | Novembro 2002   |
| VoKee            | Fundador/Vocalista                   | 2004           | -               |
| KillMatriarch    | Tecladista/Bateria e vocais de apoio | 2010           | 2012            |